# Ryad Keniche
Ryad Keniche est un footballeur algérien né le 30 avril 1993 à Hussein Dey. Il évolue au poste de défenseur central à l'Olympique de Médéa.

## Biographie
Ryad Keniche commence sa carrière professionnelle à l'USM El Harrach. Avec cette équipe, il joue 21 matchs en première division algérienne, inscrivant 3 buts.
Lors du mercato d'été 2015, il est transféré à l'ES Sétif ou il joue durant deux saisons.
Avec la sélection algérienne, il participe à la Coupe d'Afrique des nations des moins de 23 ans 2015 organisée au Sénégal. Lors de cette compétition, il dispute 5 matchs, en étant capitaine de son équipe. L'Algérie atteint la finale de la compétition, en étant battue par le Nigeria.il participe aussi aux Jeux olympiques de Rio.

## Statistiques
| Saison                | Club                  | Championnat           | Championnat | Championnat | Coupe(s) nationale(s) | Coupe(s) nationale(s) | Compétition(s) continentale(s) | Compétition(s) continentale(s) | Compétition(s) continentale(s) | Total | Total |
| Saison                | Club                  | Division              | M.          | B.          | M.                    | B.                    | Comp.                          | M.                             | B.                             | M.    | B.    |
| 2013-2014             | USM El Harrach        | 1                     | 1           | 0           | 0                     | 0                     | -                              | -                              | -                              | 1     | 0     |
| 2014-2015             | USM El Harrach        | 1                     | 21          | 3           | 1                     | 0                     | -                              | -                              | -                              | 22    | 3     |
| 2015-2016             | ES Sétif              | 1                     | 13          | 0           | 2                     | 0                     | C1                             | 1                              | 0                              | 16    | 0     |
| 2016-2017             | ES Sétif              | 1                     | 22          | 1           | 3                     | 2                     | C1                             | 2                              | 0                              | 27    | 3     |
| 2017-2018             | Al-Qadisiya Al-Khubar | 1                     | 3           | 0           | 0                     | 0                     | -                              | -                              | -                              | 3     | 0     |
| 2017-2018             | USM Alger             | 1                     | 0           | 0           | 0                     | 0                     | C3                             | 0                              | 0                              | 0     | 0     |
| 2018-2019             | CR Belouizdad         | 1                     | 4           | 1           | 0                     | 0                     | -                              | -                              | -                              | 4     | 1     |
| 2018-2019             | MC Alger              | 1                     | 4           | 0           | 0                     | 0                     | -                              | -                              | -                              | 4     | 0     |
| 2019-2020             | US Tataouine          | 1                     | 2           | 0           | 0                     | 0                     | -                              | -                              | -                              | 2     | 0     |
| 2020-2021             | Olympique de Médéa    | 1                     | 11          | 1           | 3                     | 1                     | -                              | -                              | -                              | 14    | 2     |
| Total sur la carrière | Total sur la carrière | Total sur la carrière | 81          | 6           | 9                     | 3                     | -                              | 3                              | 0                              | 93    | 9     |

## Palmarès

### En club
- Championnat d'Algérie en 2017

### En sélection
- Finaliste de la CAN U23 2015 avec l'équipe d'Algérie olympique.